# Christopher AG-1
El Christopher AG-1 fue un propuesto planeador de asalto estadounidense de la Segunda Guerra Mundial, parte de un proyecto de planeadores de asalto del Ejército de los Estados Unidos. No se construyó ninguno y el programa fue cancelado en septiembre de 1943.

## Diseño y desarrollo
El Ejército de los Estados Unidos tuvo la idea de procurarse un planeador de asalto, un planeador armado que aterrizaría antes y ayudaría a asegurar la zona de aterrizaje que más tarde usarían los planeadores de transporte. Cada planeador de asalto tendría seis tripulantes así como un piloto y un copiloto. Los tripulantes estarían armados con dos ametralladoras de 12,7 mm y otras dos de 7,62 mm y dos lanzadores de cohetes. Se concedieron contratos en mayo de 1943 a dos compañías, la Christopher Company y la Timm Aircraft Company, para construir dos prototipos cada una. El prototipo de Christopher fue designado XAG-1 y debía haber sido un monoplano cantiléver de ala baja con un paso cargado de 3855,5 kg. La compañía entregó una maqueta de túnel de viento al Ejército. El general Chidlaw de la Oficina del Jefe Adjunto del Estado Mayor Aéreo decidió que era "una maldita idea tonta" y canceló el proyecto en septiembre de 1943.

## Especificaciones
Referencia datos: Mrazek

### Características generales
- Tripulación: Dos (piloto, copiloto)
- Capacidad: Seis soldados
- Peso cargado: 3856 kg (8498,6 lb)

### Rendimiento
- Velocidad crucero (Vc): 386 km/h (240 MPH; 208 kt) (remolcado)

## Aeronaves relacionadas

### Aeronaves similares
- Timm AG-2

### Secuencias de designación
- Secuencia AG-_ (Planeadores de asalto de las USAAF, 1942-1944): AG-1 - AG-2